# 알피바이오
알피바이오(RP Bio Inc.)는 대한민국의 연질캡슐 기업이다. 본사는 서울시 강남구 삼성로 634에 위치해 있으며 대표이사는 윤재훈이다.

## 상장
2022년 9월 29일에 주관사를 한국투자증권로 공모가 13,000원에 코스닥 시장에 상장하였다.

## 참고문헌
1. ↑  공모주 새내기 알피바이오, “연질캡슐 1위 연간 20~30% 성장”, 비즈니스포스트, 2022-09-16
2. ↑  '갑질' 물든 대웅家 … '성희롱' 윤재훈 알피바이오 회장 국감장 선다, 세이프타임즈, 2023.10.04
3. ↑  알피바이오 "사업 다각화·R&D 강화로 퀀텀점프 도전", 데일리팜, 2023-01-05